# جاماجا
یَمایا (به انگلیسی: Jämaja) یک روستا در دهستان سارما، شهرستان ساره در غرب کشور استونی است.